# Marko Grubnić
Marko Grubnić (Zagreb, 15. prosinca 1982.), poznat i pod pseudonimom Modni Mačak, hrvatski je modni stilist. 

## Životopis
U Pakracu je završio osnovnu i srednju medicinsku školu. Diplomirao je na Pravnom fakultet u u Osijeku 2009. godine. Godine 2016. postao je i magistar poslovnih komunikacija.
U Hrvatskoj djeluje kao modni stilist od 2000-ih godina. Svoju prvu modnu kolekciju objavio je 2011. godine. Poznat je po suradnji s hrvatskom pjevačicom Majom Šuput za koju radi kao stilist.  Gostovao je u nekoliko televizijskih serija i emisija, poput Zauvijek susjedi i Knjazalište, a natjecao se i u reality showovima Celebrity Big Brother i Ples sa zvijezdama. Na RTL-u je 2012. godine vodio vlastitu rubriku Mačak u ormaru u sklopu emisije Exkluziv Vikend.

## Vanjske poveznice
- Službena stranica na Instagramu